# Colutianos
Los colutianos fueron herejes del siglo IV, secuaces de Collutho, sacerdote de Alejandría. 
Escandalizado este sacerdote de la condescendencia que San Alejandro, patriarca de esta ciudad, tuvo al principio con Arrio, con la esperanza de atraerlo por la dulzura, formó cisma, tuvo asambleas separadas y aún se atrevió también a ordenar sacerdotes bajo el pretexto de que este poder le era necesario para oponerse con buen propósito a los progresos del arrianismo. Bien pronto al cisma añadió el error: enseñó que Dios no ha criado a los malvados y que no es el autor de los males que nos afligen: Osio le hizo condenar en un concilio que convocó en Alejandría el año 319.